# Venus Awards 1999
Die Venus Awards 1999 waren die dritte Verleihung des deutschen Pornofilmpreises Venus Award. Sie fand in Berlin im Rahmen der Erotikmesse Venus Berlin statt.

## Preisträger (nicht vollständig)
- Best Actress (Germany) – Kelly Trump[1]
- Starlet of the Year – Wanda Curtis[2]
- Best Film (International) – Sex Shot